# 尖峰青冈
尖峰青冈（学名：Cyclobalanopsis litoralis）为壳斗科青冈属下的一个种。